# Árpád Belkó
Dans le nom hongrois Belkó, le nom de famille précède le prénom, mais cet article utilise l’ordre habituel en français Belkó, où le prénom précède le nom.
Árpád Belkó, né le 29 novembre 1910 à Nagyszombat et mort possiblement le 29 juillet 1998 à Antibes, est un footballeur hongrois, naturalisé français.

## Carrière
Arpad Belko commence sa carrière de footballeur professionnel au Győri ETO (1927-1930) puis au Sabaria FC (en) de Szombathely (1930-1932), en première division hongroise, au début des années 1930. Son poste de prédilection est ailier gauche. 
Il arrive au FC Antibes en 1932, au moment de la création d'un championnat de France professionnel. Auteur d'une quarantaine de buts en trois saisons toutes compétitions confondues, il est, avec 34 ou 35 buts, le meilleur buteur de l'histoire du FC Antibes en première division. Il est à cette époque surnommé bébé Cadum pour son visage rappelant celui du bébé utilisé par la marque Cadum dans ses publicités. Il est naturalisé français en décembre 1934.
En 1935, il signe au FC Sochaux, où il se blesse au genou, et joue progressivement de moins en moins. Il dispute cependant au moins un match pendant la saison 1937-1938, au cours de laquelle Sochaux est champion de France. Il est également artisan des bons parcours du club en 1935-1936 en championnat (2e) et Coupe de France (demi-finale). En 1938, il signe aux Sports réunis Colmar, en deuxième division. 
Pendant la guerre, engagé dans les troupes françaises, il est fait prisonnier en 1940. 
Après la guerre, il retourne au FC Antibes, en deuxième division, et arrête sa carrière en 1947.